# Myurellopsis joserosadoi
Myurellopsis joserosadoi é uma espécie de gastrópode do gênero Myurellopsis, pertencente a família Terebridae.